# Fontenille

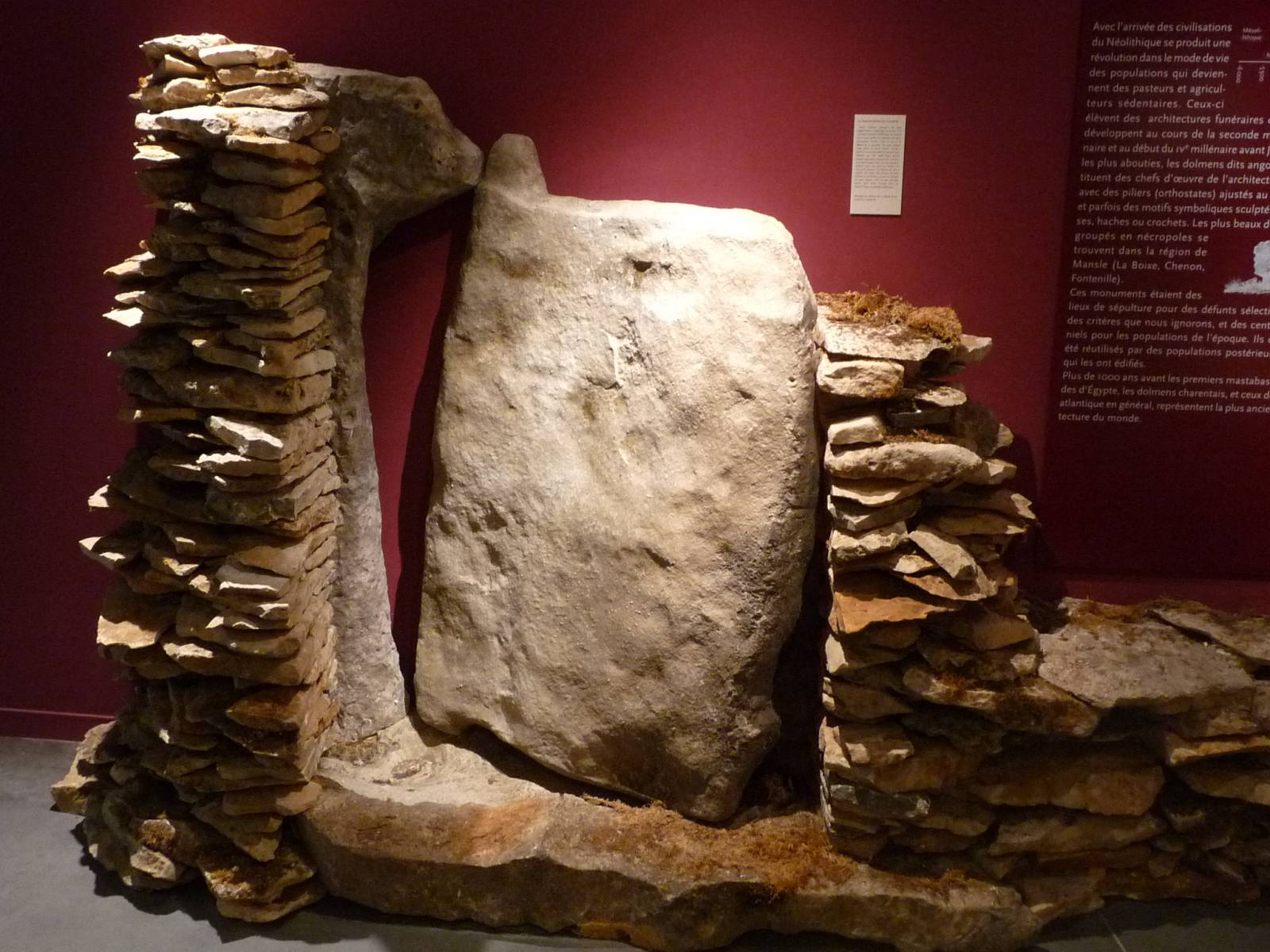
Kopie des Eingangs zum Dolmen La Jacquille im Musée d’Angoulême

Fontenille ist ein Ort und eine Gemeinde mit 343 Einwohnern (Stand 1. Januar 2022) im westfranzösischen Département Charente in der Region Nouvelle-Aquitaine. Die Gemeinde besteht aus mehreren Weilern (hameaux) und Einzelgehöften (fermes).

## Lage und Klima
Der Ort Fontenille liegt in einer Höhe von etwa 85 m im Norden des Départements etwa 1 km nördlich des Flusses Charente in der alten Kulturlandschaft des Angoumois, einem Teil der Landschaft der Charente. Die Stadt Angoulême befindet sich etwa 36 km (Fahrtstrecke) südlich, Poitiers liegt gut 83 km nördlich. Das Klima ist gemäßigt; Regen (ca. 760 mm/Jahr) fällt übers Jahr verteilt.

## Bevölkerungsentwicklung
| Jahr      | 1800 | 1851 | 1901 | 1954 | 1999 | 2018 |
| Einwohner | 136  | 731  | 472  | 369  | 334  | 321  |

Der kontinuierliche Rückgang der Bevölkerungszahlen seit dem ausgehenden 19. Jahrhundert ist im Wesentlichen auf die Reblauskrise im Weinbau und die zunehmende Mechanisierung der Landwirtschaft zurückzuführen.

## Wirtschaft
Der Ort und seine Umgebung waren jahrhundertelang landwirtschaftlich geprägt; die meisten Menschen lebten als Selbstversorger. Im ausgehenden Mittelalter und in der frühen Neuzeit wurde der Weinbau vorangetrieben, der jedoch – nach der Reblauskrise im ausgehenden 19. und beginnenden 20. Jahrhundert – nahezu eingestellt wurde. Seit den 1960er Jahren spielt der Tourismus in Form der Vermietung von Ferienwohnungen (gîtes) eine nicht unbedeutende Rolle im Wirtschaftsleben der Gemeinde.

## Geschichte
Die Anwesenheit des Menschen auf dem heutigen Gebiet der Gemeinde ist durch mehrere jungsteinzeitliche Grabbauten (dolmen) bezeugt. In der Zeit der römischen Herrschaft über Gallien führte eine Römerstraße durch das Gemeindegebiet.
Beim Weiler Châteaurenaud im Süden der Gemeinde erhob sich einstmals eine Festungsanlage (motte). Für das Hochmittelalter, die Zeit des Hundertjährigen Krieges (1337–1453) und der Hugenottenkriege (1562–1598) fehlen die Quellen, doch scheinen sich die Herren von Châteaurenaud dem Protestantismus angeschlossen zu haben.

## Sehenswürdigkeiten
- Die kleine Pfarrkirche Saint-Michel steht inmitten des Friedhofs am Ortsrand; es ist ein schlichter Bau des 15. Jahrhunderts mit späteren Veränderungen. Das Innere birgt eine Kopie des 19. Jahrhunderts nach einem Gemälde von Raffael Der Erzengel Michael tötet den Drachen.

Umgebung
- Rund zwei Kilometer südwestlich des Ortes (45° 54′ 45″ N, 0° 8′ 36″ O) erheben sich nahe der D61 die beiden jungsteinzeitlichen Dolmen von Pérotte. Sie sind bereits seit dem Jahr 1900 als Monuments historiques[3] anerkannt.
- Etwa einen Kilometer entfernt befinden sich die Überreste des Tumulus von La Jacquille (45° 54′ 27″ N, 0° 10′ 5″ O). In seinem aus kleinen Steinplatten bestehenden Innern befindet sich die einzig bekannte Grabkammer Frankreichs mit einem drehbaren Türstein. Der Tumulus ist seit dem Jahr 1991 als Monument historique[4] anerkannt.